# Sol Sidibe
Souleymane Sidibe (París, 10 de febrero de 2007) es un futbolista franco-inglés. Juega de mediocentro y su equipo actual es el Stoke City Football Club de la English Football League Championship.

## Trayectoria
Firmó su primer contrato profesional el 26 de julio de 2023, con Stoke City.
Debutó como profesional el 5 de agosto de 2023, fue en la fecha 1 del Championship 2023-24, ingresó al final del partido contra Rotherham United y ganaron 4-1 en el Bet365 Stadium. Unos días después, el 8 de agosto tuvo su primer oportunidad de jugar de titular, fue en la primera ronda de la Copa de la Liga ante West Brom, equipo al que derrotaron 2-1.

## Selección nacional
Ha sido parte de la selección de Inglaterra en las categorías juveniles sub-15, sub-17 y sub-18.
En septiembre de 2021 fue convocado a unos entrenamientos con la selección sub-15 de Inglaterra.
El 1° de septiembre de 2023 fue convocado nuevamente por la selección inglesa, esta vez para jugar con la sub-17 como preparación a la clasificación de la Eurocopa Sub-17.
Debutó con Inglaterra el 6 de septiembre, ingresó en el transcurso del segundo tiempo en un amistoso contra Portugal sub-17 y perdieron 2-3.

## Estadísticas

### Clubes
Actualizado al último partido citado el 11 de enero de 2025.
| Club                        | Div.          | Temporada     | Liga  | Liga  | Liga   | Copas nacionales | Copas nacionales | Copas nacionales | Copas internacionales | Copas internacionales | Copas internacionales | Total | Total | Total  |
| Club                        | Div.          | Temporada     | Part. | Goles | Asist. | Part.            | Goles            | Asist.           | Part.                 | Goles                 | Asist.                | Part. | Goles | Asist. |
| --------------------------- | ------------- | ------------- | ----- | ----- | ------ | ---------------- | ---------------- | ---------------- | --------------------- | --------------------- | --------------------- | ----- | ----- | ------ |
| Stoke City F. C. Inglaterra | 2.ª           | 2023-24       | 4     | 0     | 0      | 4                | 0                | 0                | —                     | —                     | —                     | 8     | 0     | 0      |
| Stoke City F. C. Inglaterra | 2.ª           | 2024-25       | 8     | 0     | 1      | 5                | 0                | 1                | —                     | —                     | —                     | 13    | 0     | 2      |
| Stoke City F. C. Inglaterra | 2.ª           | 2025-26       | 0     | 0     | 0      | 0                | 0                | 0                | —                     | —                     | —                     | 0     | 0     | 0      |
| Stoke City F. C. Inglaterra | Total club    | Total club    | 12    | 0     | 1      | 9                | 0                | 1                | 0                     | 0                     | 0                     | 21    | 0     | 2      |
| Total carrera               | Total carrera | Total carrera | 12    | 0     | 1      | 9                | 0                | 1                | 0                     | 0                     | 0                     | 21    | 0     | 2      |
| 1.                          |               |               |       |       |        |                  |                  |                  |                       |                       |                       |       |       |        |

### Selección
Actualizado al último partido citado el 28 de mayo de 2025.
| Selección         | Temporada         | Continental | Continental | Continental | Mundial | Mundial | Mundial | Amistosos | Amistosos | Amistosos | Total | Total | Total  |
| Selección         | Temporada         | Part.       | Goles       | Asist.      | Part.   | Goles   | Asist.  | Part.     | Goles     | Asist.    | Part. | Goles | Asist. |
| ----------------- | ----------------- | ----------- | ----------- | ----------- | ------- | ------- | ------- | --------- | --------- | --------- | ----- | ----- | ------ |
| Sub-17 Inglaterra | 2023-24           | -           | -           | -           | —       | —       | —       | 2         | 0         | 0         | 2     | 0     | 0      |
| Sub-17 Inglaterra | Total sel.        | 0           | 0           | 0           | 0       | 0       | 0       | 2         | 0         | 0         | 2     | 0     | 0      |
| Sub-18 Inglaterra | 2024              | —           | —           | —           | —       | —       | —       | 9         | 0         | 1         | 9     | 0     | 1      |
| Sub-18 Inglaterra | 2025              | —           | —           | —           | —       | —       | —       | 2         | 0         | 0         | 2     | 0     | 0      |
| Sub-18 Inglaterra | Total sel.        | 0           | 0           | 0           | 0       | 0       | 0       | 11        | 0         | 1         | 11    | 0     | 1      |
| Total selecciones | Total selecciones | 0           | 0           | 0           | 0       | 0       | 0       | 13        | 0         | 1         | 13    | 0     | 1      |